# Маркварт I фон Химгау
Маркварт I фон Химгау-Изенгау (на немски: Marquard/Markwart, Graf von Chiemgau & Isengau von Marquartstein; † 5 декември 1085, убит) от род Зигхардинги е граф в Химгау (Кимгау) и в Изенгау, граф на Марквардщайн в Горна Бавария.
Той е син на Зигхард (Зицо V, VI и VII; † 5 юли 1044 или 1046/вер. Зигхард VII), граф в Химгау (1010), фогт на Залцбург, Фрайзинг, и съпругата му Пилихилд/Билихилд фон Андекс († 23 октомври 1075), дъщеря на Фридрих I, граф на Горен Изар (Андекс) и Юдит. Внук е на граф Енгелберт III фон Химгау († 1020) и Адала Баварска († сл. 1020).
Брат е на Зигхард (Зицо VIII) фон Химгау († 21 юли 1080) и на граф Енгелберт V фон Химгау († 7 август 1078), катедрален фогт на Залцбург, женен за Ирмгард фон Рот († 1101).
Маркварт I фон Химгау-Изенгау построява 1075 г. замък Марквартщайн в областта на Траунщайн в Горна Бавария.
Маркварт I фон Химгау-Изенгау се жени за Аделхайд фон Фронтенхаузен († 1105/24 февруари 1108), дъщеря на граф Куно I фон Лехсгемюнд († 1092/ 1094) и Матилда фон Ахалм-Хорбург († 1092/1094). Бракът е бездетен. Малко след женитбата му той е убит на 5 декември 1085 г. 
Вдовицата му Аделхайд фон Фронтенхаузен се омъжва втори път за граф Улрих фон Пасау († 24 февруари 1099), и трти път ок. 1100 г. за граф Беренгар I (II) фон Зулцбах (* ок. 1080; † 3 декември 1125).
Собственостите на Маркварт са наследени от втория съпруг на вдовицата му граф Улрих фон Пасау, образува се Графство Крайбург-Марквартщайн.